# Y (Verenigde Staten)
Y (uitspraak: [ˈwaɪ]) is een plaats gelegen in de staat Alaska in de Verenigde Staten. In 2004 werd de bevolking geschat op 1.072 personen.

## Demografie
Bij de volkstelling in 2000 werd het aantal inwoners vastgesteld op 956.

## Geografie
Volgens het United States Census Bureau beslaat de plaats een oppervlakte van
871,5 km², waarvan 863,5 km² land en 8,0 km² water.

## Plaatsen in de nabije omgeving
De onderstaande figuur toont nabijgelegen plaatsen in een straal van 56 km rond Y.

## Voetnoten
1. ↑  (en)  U.S. Census Bureau. Census 2000 Summary File 1